# Vahagn Khatchatourian
Vahagn Garniki Khatchatourian, né le 22 avril 1959 à Sisian, est un homme d'État arménien, président de la république depuis le 13 mars 2022.

## Biographie
Vaghan Khatchatourian suit sa scolarité à Erevan à l'école secondaire n°118 dont il sort avec une médaille d'or. Il suit une formation d'économiste de 1976 à 1980 lorsqu'il est diplômé de l'Institut d'économie nationale d'Erevan,,,. Il sert dans l'armée soviétique de 1980 à 1982. Ses premiers postes le mènent à l'entreprise HrazdanMash avant de devenir directeur général adjoint de la société Mars. Il débute en politique en 1990 puis entre dans le conseil municipal de la capitale de l'Arménie, Erevan. De 1992 à 1996, il en est le maire,,. En 1995, il devient député de l'assemblée nationale et le reste jusqu'en 1999. De 1996 à 1998, il est conseiller du président de la république Levon Ter-Petrossian,.
En 2000, il est membre fondateur du Centre "Armat" pour le développement de la démocratie et de la société civile,. À partir de l'année 2002, Vaghan Khatchatourian est vice-président du Centre de recherche économique, sciences politiques et droit. En 2006, il est membre fondateur de l'initiative sociale et politique "Aylyntrank",. Il est membre du parti République puis du Congrès national arménien (HAK) avant de quitter ce dernier pour devenir indépendant en 2017. 
Il entre dans le conseil d'administration de la banque Armeconombank (2019-2021), qu'il quitte pour devenir ministre des Hautes technologies dans le gouvernement Pachinian III (2021-2022). Il devient le candidat du parti Contrat civil en vue de l'élection du président de la république d'Arménie, qu'il remporte le 3 mars 2022 en obtenant les suffrages de 71 députés sur les 107 que compte l'Assemblée nationale,,,.
Le 13 mars 2022, Vahagn Khatchatourian prête serment et devient le 5e président de la république d'Arménie. La cérémonie a lieu lors de la séance spéciale de l'Assemblée nationale au Complexe des sports et des concerts,.

### Vie familiale
Vahagn Khatchatourian est marié et père de deux enfants.